# Joseph Boulton
Pour les articles homonymes, voir Boulton.
Joseph Boulton, né le 17 juillet 1968 à Hermalle-sous-Argenteau,, est un coureur cycliste belge. Sa compagne Corine Hierckens a elle aussi été coureuse cycliste.

## Biographie
En 1989, Joseph Boulton remporte le championnat provincial de Liège, sous les couleurs de l'Union Cycliste Serésienne. Il évolue ensuite au niveau professionnel entre avril 1994 et mai 1995 au sein de la formation Trident-Schick, renommée Asfra Racing-Orlans-Blaze. Après cette expérience, il redescend chez les amateurs, où il continue sa carrière. Il réalise notamment une belle saison 2004 en devenant champion de Belgique du contre-la-montre, chez les élites sans contrat. La même année, il s'impose sur le Tour de Namur.  
Il se retire finalement des compétitions en 2005, à l'âge de trente-sept ans. Après sa carrière cycliste, il travaille comme directeur sportif dans son club formateur de l'UC Seraing, puis chez Verandas Willems. Il exerce actuellement cette fonction au CC Chevigny. 

## Palmarès
- 1989
  - Champion de la province de Liège sur route
- 1991
  - 3e de Vaux-Eupen-Vaux
- 1992
  - Romsée-Stavelot-Romsée
  - 2e du Challenge de Hesbaye
  - 3e de Bruxelles-Opwijk
- 1993
  - 2e étape du Tour de Namur
  - 2e de Romsée-Stavelot-Romsée
  - 3e de Vaux-Eupen-Vaux
- 1995
  - 3e du championnat de la province de Liège du contre-la-montre
- 1999
  - Champion de la province de Liège du contre-la-montre
- 2000
  - 3e du championnat de Belgique du contre-la-montre des élites sans contrat
  - 3e du championnat de Belgique de cross-country marathon
- 2001
  - 3e de la Flèche de Liedekerke
- 2003
  - Grand Prix du 1er mai
  - 3e du championnat de Belgique du contre-la-montre des élites sans contrat
  - 3e de la Flèche hesbignonne
  - 3e du championnat de Belgique de cross-country marathon
- 2004
  -  Champion de Belgique du contre-la-montre des élites sans contrat
  - Tour de Namur :
    - Classement général
    - 5e étape (contre-la-montre)